# Турецко-венецианская война (1714—1718)
Турецко-венецианская война 1714—1718 годов или Вторая Морейская война (ит. Seconda guerra di Morea) — последняя в ряду турецко-венецианских войн.

## Предыстория
По условиям Карловицкого мира Венеции досталась Морея (Пелопоннес), захваченная в ходе войны 1684—1699. Подобное приобретение ставило, однако, перед слабеющей республикой непростую задачу. Венецианцы, насколько могли, усилили крепостные сооружения, особенно цитадель Коринфа, прикрывавшего Истмийский перешеек, но обеспечить оборону протяженной береговой линии они были не в состоянии. Рассчитывать в случае войны на местное население также не приходилось: греки, которых обложили дополнительными налогами и заставляли работать на строительстве укреплений, относились к венецианцам не лучше, чем к туркам.
В 1711 году, во время войны с Османской империей, Пётр I призывал православных жителей Балкан оказать помощь своим единоверцам. Черногорцы откликнулись на призыв Петра и подняли восстание. Закончив в 1713 войну с Россией, турки бросили против Черногории крупную армию под командованием наместника Боснии Нуман-паши. Восстание было подавлено, а его предводитель Данило Петрович Негош бежал в венецианскую Далмацию. Турки обвинили Венецию в укрывательстве мятежников.
Фактически Османская империя задумалась о возвращении того, что она была вынуждена уступить несколько лет назад, в первую очередь Морею, и, следовательно, о восстановлении контроля над Эгейским морем. Блистательная Порта вновь обрела уверенность в своих военных возможностях после удачного исхода войны против России в 1711 году, более того, Венеция, провозгласив нейтралитет в династическом конфликте за испанский престол (Война за испанское наследство), осталась дипломатически изолированной. Поэтому момент для начала еще одной войны против Венеции был выбран удачно.
Уже в 1713 турки начали снаряжать значительный флот. Попытки венецианцев узнать о цели военных приготовлений ни к чему не привели. Когда флот был готов, венецианского байло в Константинополе Андреа Меммо бросили в тюрьму, и 9 декабря 1714 война была объявлена.
Венеция обратилась за помощью к европейским державам, но те остались глухи. Только папа обещал венецианцам четыре галеры и уговорил Великого герцога Тосканского дать ещё две, да Мальтийский орден направил шесть.

## Кампания 1715 г.
Весной султан Ахмед III и великий визирь Дамат Силахдар Али-паша выступили из Константинополя на Салоники; флот из 60 кораблей под командованием капудан-паши Джанум-хаджи 6 апреля также вышел в море. По официальным данным, численность армии составляла 22 844 кавалерии и 72 520 пехоты. 1 мая султан был в Лариссе, он провел смотр и разделил армию на два корпуса: один должен был идти в Далмацию, где у венецианцев было совсем мало войск, другой направился через Ливадию для вторжения на Пелопоннес.
Генеральный проведитор заморских владений Джеронимо Дельфино (Даниеле Дольфин), назначенный капитан-генералом, имел в своем распоряжении 42 корабля, больших и малых. Венецианцы были захвачены врасплох стремительным маршем турок; в Морее они располагали всего 8 тыс. солдат против 70-тысячной армии противника, и все, что проведитор Алессандро Бон мог сделать — это разместить свои отряды в качестве гарнизонов в крепостях, оставив страну на милость завоевателей. Венецианское командование рассчитывало на греческое ополчение, но эти надежды не оправдались.
Турецкий флот также направлялся к Истму. Проходя мимо Тиноса, капудан-паша решил попытаться овладеть этим островом, который турки в прошлом неоднократно безуспешно атаковали. Губернатор острова Бернардо Бальби оказался трусом и сдал крепость по первому требованию (5 июня). По возвращении в Венецию он был приговорен к пожизненному заключению. Затем без особого труда была захвачена Эгина. После этого турецкий флот высадил войска на Истме, не встретив ни малейшего сопротивления. Венецианцы за время мира расслабились настолько, что многие их корабли были просто не в состоянии выйти в море.

### Турецкое завоевание Мореи

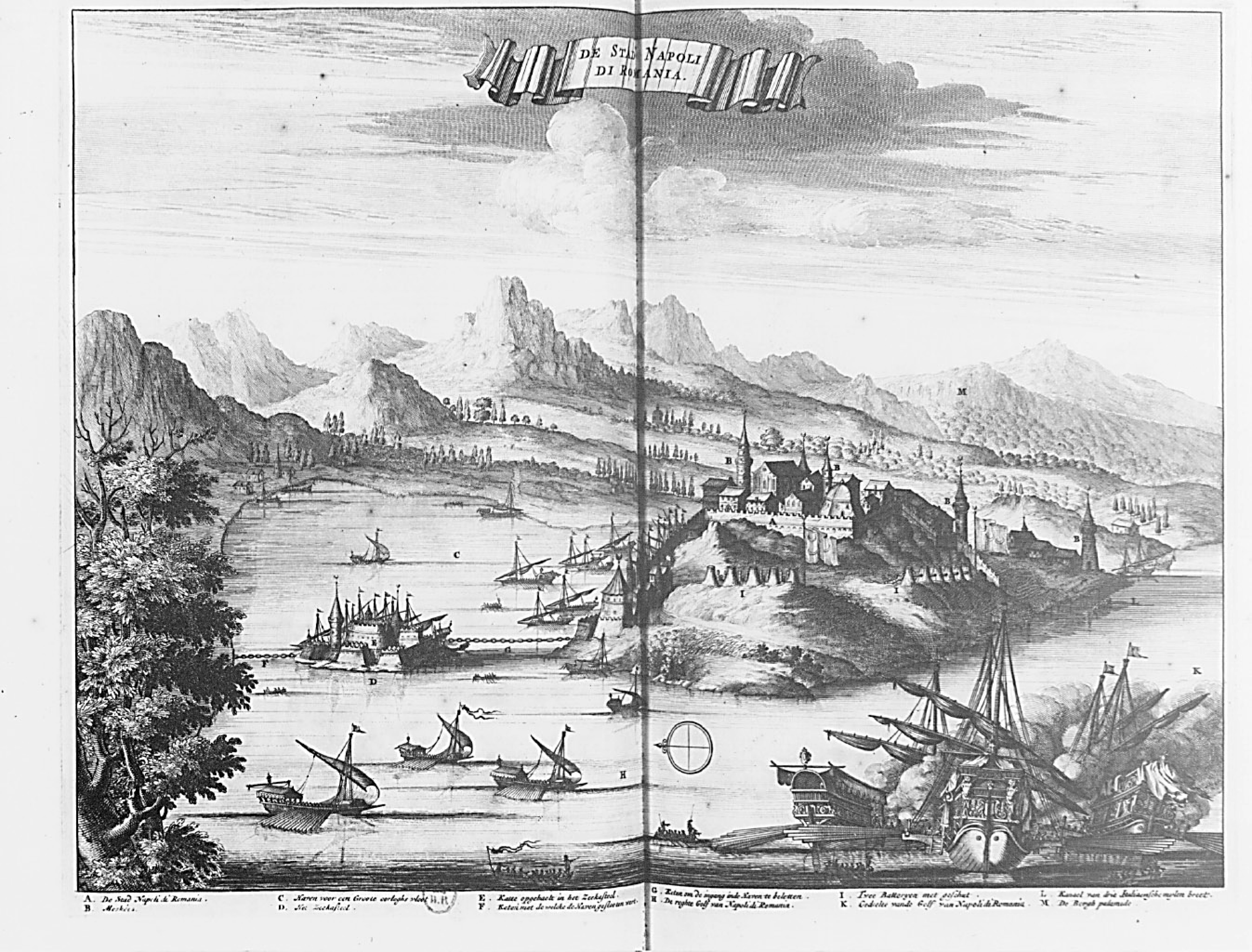
Крепость Наполи-ди-Романья. 1688

Форсировав 25 июня Гексамилион, турки в числе 30 тысяч 28 июня разбили лагерь перед Акрокоринфом. Гарнизон крепости состоял из 600 венецианских солдат и примерно двух сотен местных ополченцев под командованием проведитора Джакомо Минотто. После пятидневной осады 10 тыс. янычар, 2 тыс. сипахов, 500 добровольцев и 2 тыс. ополченцев, разделенных на три отряда, пошли на приступ. Они уже начали движение, когда осажденные выслали парламентера с предложением сдать крепость на условиях свободного выхода гарнизона. Но во время переговоров внезапно взорвался пороховой склад (в чем турки и венецианцы впоследствии упрекали друг друга) и капитуляция была сорвана (3 августа). Взрыв послужил сигналом для начала грабежа и резни, венецианский гарнизон был перебит, за исключением некоторого числа людей, которых затем обезглавили перед Навплионом, чтобы устрашить тамошний гарнизон.
Аргос сдался почти без сопротивления, и турки двинулись к Навплиону (Наполи-ди-Романья). 11 июля армия великого визиря встала на равнине между Тиринфом и Навплионом. Генеральный проведитор Мореи Алессандро Бон, руководивший обороной, распределил войска между замком Паламиди и самим городом, надеясь заставить турок вести сразу две осады и тем выиграть время, которое позволило бы доставить подкрепления из метрополии. 14 июля янычары атаковали замок, но были отбиты с большими потерями. 15 июля подошел турецкий флот, выгрузивший 17 осадных орудий и несколько больших мортир. Измена греков помогла османам 20 июля овладеть этим укреплением, после чего город также сдался. Гарнизон состоял всего из 1700 человек, к тому же греки тяготились венецианским ярмом, не желали за него сражаться и помогали туркам овладеть городом. Это, разумеется, не спасло их от грабежа и резни. Двадцать пять тысяч человек были убиты или обращены в рабство. Даже архиепископ и клир были безжалостно убиты. Около тысячи венецианских солдат доставили к великому визирю, который заплатил за них выкуп своим войскам, а затем приказал обезглавить пленных перед своим шатром. Туркам достались значительные запасы, а гарнизоны других крепостей были повергнуты в ужас.

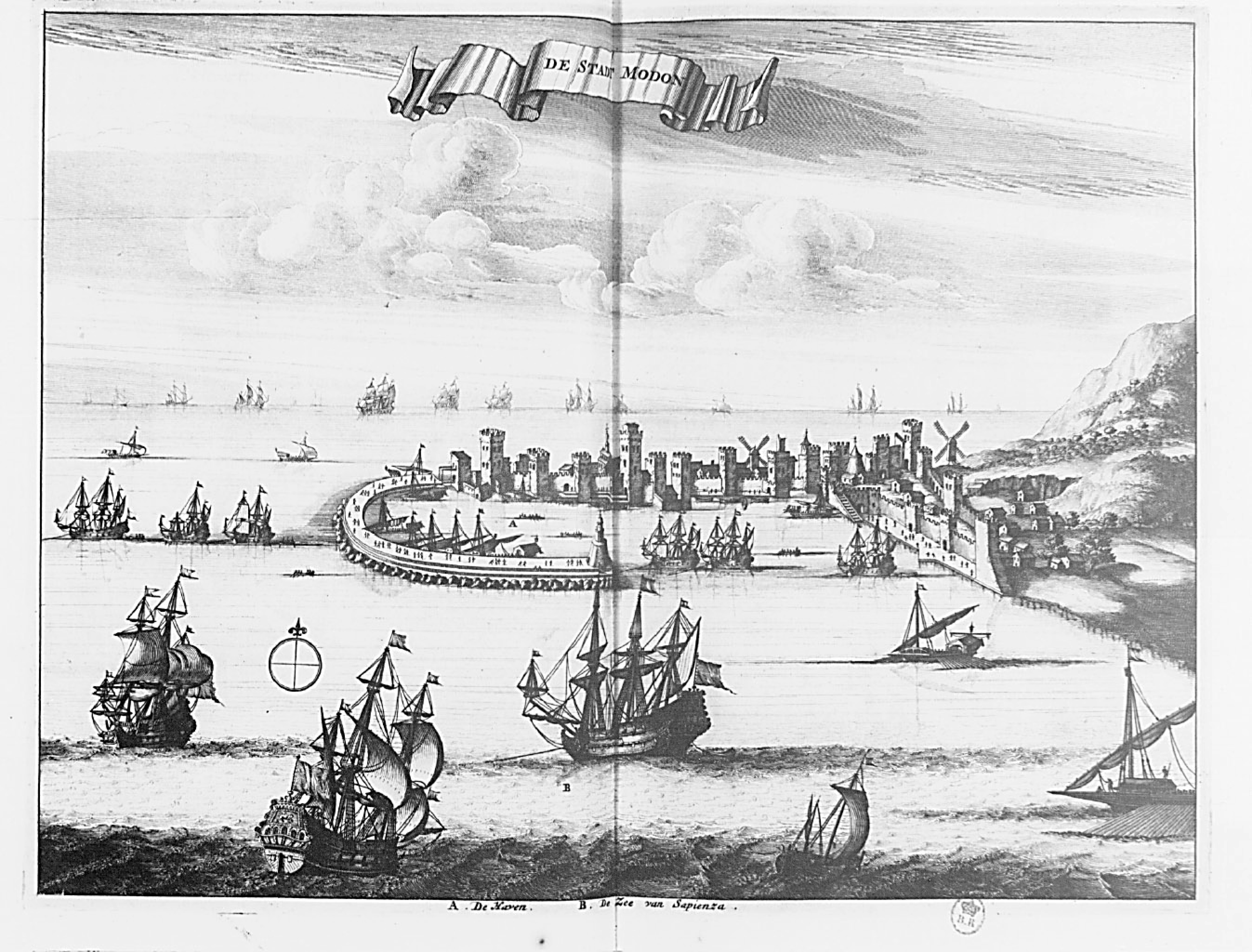
Крепость Модон. 1688

Корон был обложен через несколько дней; несмотря на призывы коменданта, войска отказались защищать это место. Солдаты бросали оружие и шли в турецкий лагерь умолять о сохранении жизни. Гарнизоны из Корона и Наварина пришлось перевести в Модон. Эта крепость также не оказала большого сопротивления, так как гарнизон был охвачен ужасом перед турецкими зверствами и командиры не могли заставить солдат оборонять город. Дельфино с 50-ю кораблями прибыл оказать поддержку, но когда на горизонте показался флот капудан-паши, немедленно поднял паруса и ушел, бросив защитников города на произвол судьбы. Было решено капитулировать, но так как великий визирь боялся лишать свои войска добычи, то переговоры были прерваны, и начался штурм, перешедший, как обычно, в резню. Большая часть населения была обращена в рабство, но самым богатым жителям и части гарнизона удалось откупиться и бежать на кораблях. Комендант Винченцо Паста и остаток гарнизона также смогли выкупить свои жизни, хотя им и не удалось избежать рабства. Вскоре подчинились горцы-маниоты, а 7 сентября Федериго Бадоер без боя сдал туркам Монемвасию, последнюю венецианскую крепость на полуострове.
Дельфино в это время перемещался с флотом вдоль берегов Пелопоннеса, тщетно пытаясь оказать помощь осажденным крепостям, и имея незначительные столкновения с турецкими кораблями.
Турки захватили Пелопоннес примерно за два месяца, и когда у венецианцев остался только остров Санта-Мавра, Дельфино приказал взорвать там укрепления и увел свой флот на Корфу. За такие действия его даже не отдали под суд, только заменили на посту командующего на Андреа Пизани.
У Венеции оставались на востоке только два укрепления у берегов Крита — на островах Суда и Спиналонга. Командовавшие там Луиджи Маньо и Франческо Джустиниани держались сколько могли и капитулировали, только когда потеряли всякую надежду на помощь метрополии, в ноябре 1715 года.

### Война в Далмации
Единственный небольшой успех в 1715 венецианцы имели в Далмации. По Карловицкому миру 1700 республика присоединила там территории, получившие название «Новые приобретения» (Nuovo Aquisito). Для их защиты проведитор Джованни Гримани создал систему обороны, так называемую Линию Гримани. Она представляла собой цепочку крепостей: Книн, Верлика, Синь, Дрвар, Вргорац и Читлук с прилегающими районами. На юге эта линия доходила до Боки Которской, где смыкалась с черногорскими землями. 
Мехмет-паша Боснийский, назначенный сераскиром, с войском из 20 тысяч человек выступил из района Купреса, чтобы атаковать Книн и Синь. Основные силы турок встали лагерем на Цетине; паша распустил конные отряды грабить вражескую территорию. Османы взяли Верлаку, где перебили гарнизон, а также несколько соседних городов. В свою очередь, венецианская кавалерия генерала Спаара и отряды морлахов напали на турецкие владения в районе Книна и взяли несколько городков. Проведитор Далмации Анджело Эмо, располагая весьма незначительными силами, поднял ополчение далматинских городов и морлахов, после чего заставил пашу отойти от Клиса, а в августе вынудил турок снять осаду крепости Синь, где упорно оборонялся отряд под командованием Джорджо Бальби.

## Кампания 1716 г.

### Вступление Австрии в войну
Австрийцам все-таки пришлось вступить в войну. Угроза захвата турками Ионических островов и венецианской Далмации ставила под удар австрийские владения в Хорватии и Италии (Неаполь). Венеция много столетий запирала вход в Адриатику, и теперь крушения этого заслона никак нельзя было допустить. К тому же республика была нужна императору как союзник против французских поползновений в Северной Италии.
Поскольку испанское стремление к реваншу за минувшую войну не было секретом, папа уговорил короля Испании не предпринимать враждебных действий против австрийцев в Италии, пока император будет воевать с турками. Это позволило Карлу VI 13 апреля 1716 заключить с Венецией оборонительный и наступательный союз. Венецианцы гарантировали Раштадтский мир и те земли, которые австрийцы получили в Италии. К союзу присоединились папа и Испания.
25 мая 1716 император послал против турок армию принца Евгения Савойского. Храбрый воин принц Евгений 5 августа разгромил армию великого визиря при Петервардейне, до некоторой степени повторив «кровавую баню» битвы при Зенте 20-летней давности.

### Осада Корфу

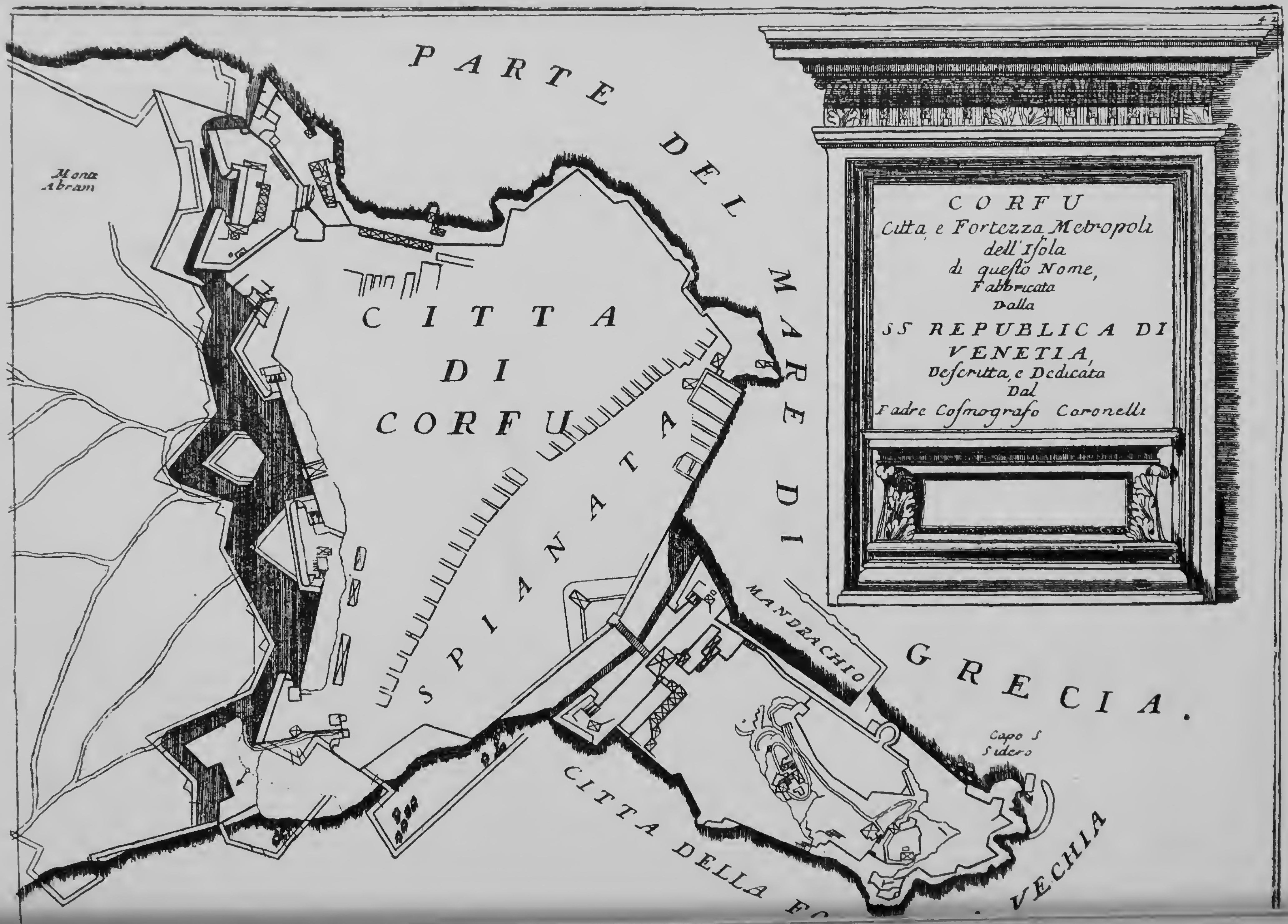
План крепости Корфу. XVIII век

Великий визирь разделил войска на две армии: одна должна была воевать с австрийцами на берегах Дуная, другая — овладеть Ионическими островами. Кроме флота, который курсировал у берегов Архипелага, он направил для этого 15 галиотов, 25 фрегатов и транспорты. Эти корабли под командованием капудан-паши везли 30 тыс. солдат и 3 тыс. лошадей, а также осадные материалы. 5 июля 1716 флот (до 50 военных и 40 транспортных и вспомогательных судов) показался на рейде Корфу.
Когда в Венеции узнали о турецких намерениях, тотчас послали на Корфу подкрепления, в значительной степени состоявшие из немцев, швейцарцев и славян. Командовать был назначен принятый в прошлом году на службу в чине фельдмаршала опытный немецкий генерал граф фон дер Шуленбург, соратник герцога Мальборо и принца Евгения. Венецианцам удалось опередить турок и ввести в крепость свои отряды. Адмирал Андреа Корнер 8 июля вступил в сражение с турецкими кораблями и заставил их немного отойти, что это позволило конвою проскользнуть в одну из гаваней Корфу и высадить войска.

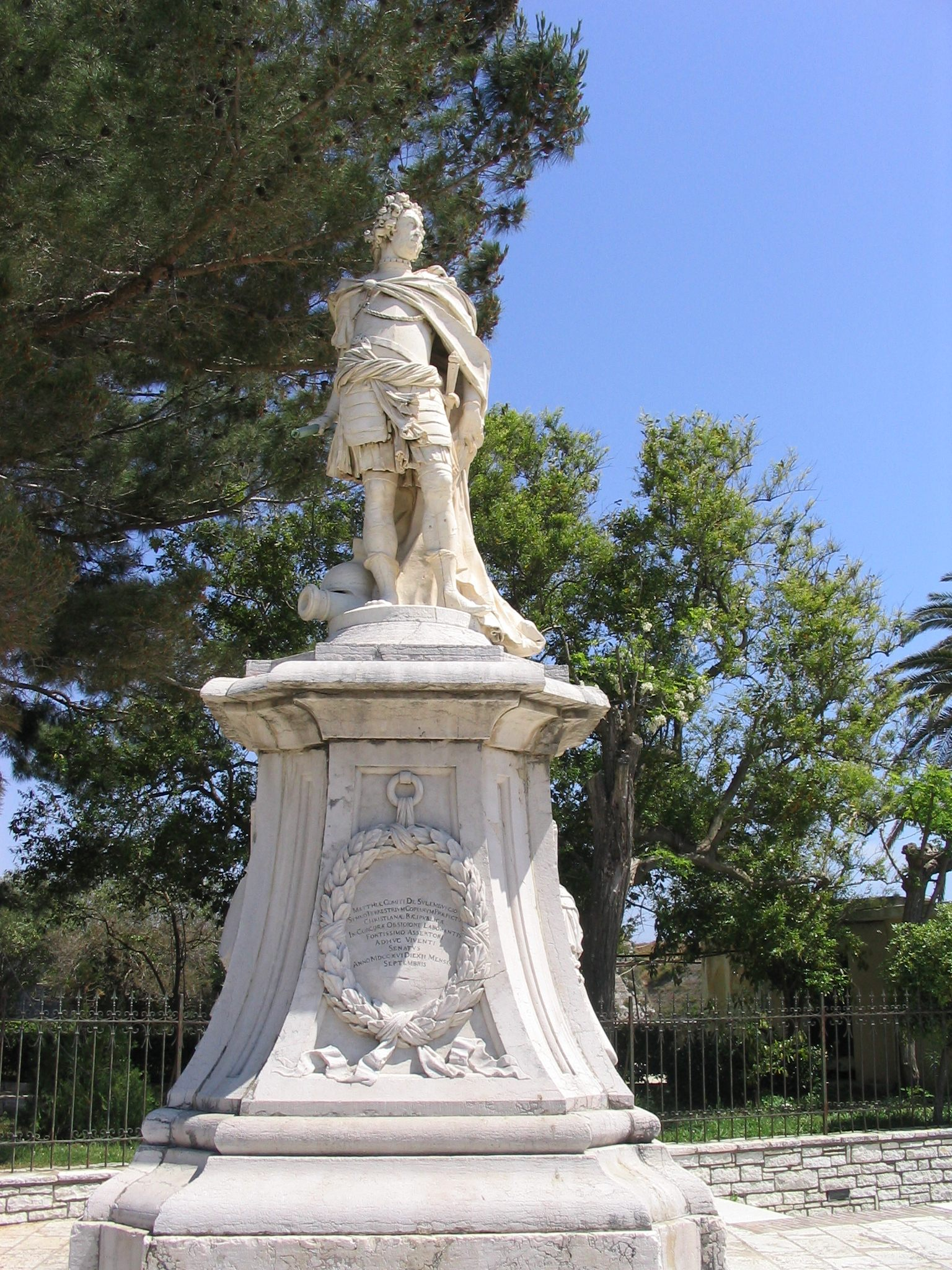
Памятник фельдмаршалу Шуленбургу на Корфу. Мрамор (Антонио Коррадини, ок. 1720)

Помешать турецкой высадке венецианцы не смогли, и 25 июля османы осадили крепость. Первой заботой турок было овладеть высотами Авраама и Святого Спасителя, которые венецианцы оставили не укрепленными и без охраны. С этих высот турки могли обстреливать город и порт, но вместо попыток разрушить укрепления, они сосредоточили огонь на жилых районах и особенно сильно бомбардировали монастырь Святого Спиридона. Этим они мало чего добились, так как, хотя бомбы и ядра и разрушали здания, но жители и гарнизон укрывались в казематах, устроенных по всему крепостному валу.
5 августа капудан-паша потребовал сдачи крепости. Шуленбург на это ответил, что он с удовольствием обменяет ключи от Корфу на ключи от Константинополя.  
Турки предпринимали частые и бессистемные атаки крепости, осажденные отвечали им вылазками, во время которых наносили османам ощутимые потери. 18 августа турки предприняли последнюю отчаянную атаку; она должна была удаться, так как им удалось подобраться к крепостному валу, узнать, где находятся наиболее уязвимые места, и поставить там штурмовые лестницы. Османы штурмом взяли контрэскарп Новой крепости. Тогда Шуленбург, оставив жителей и меньшую часть гарнизона под командованием генерального проведитора Антонио Лоредана оборонять стены, с основными силами произвел вылазку и атаковал османов сзади и с фланга. Внезапное нападение вызвало у турок панику, и они бросились к лагерю и кораблям, преследуемые и избиваемые противником.
Следующей ночью на турецкий лагерь обрушилась сильнейшая буря, разметавшая палатки и рассеявшая сорванный с якорей флот. К тому же 20 августа на горизонте показалась испанская эскадра, посланная кардиналом Альберони на выручку осажденным. Это повергло турок в окончательное уныние, и они поспешно погрузились на корабли, бросая оружие, снаряжение и две тысячи раненых. Победителям досталось 56 орудий. За время осады турки потеряли 15 тыс. человек.
Командиры испанцев, генералы Мари и Гевара, предложили Пизани преследовать турецкий флот, уходивший к Корону, но венецианец отказался.

### Другие операции кампании
Шуленбург воспользовался передышкой и при содействии испанского флота организовал операции по захвату Санта-Мавры и Бутринто, города на побережье Эпира, напротив Корфу. Венецианцы не встретили там сопротивления.
В направлении Далмации турки производили только незначительные набеги. Венецианцы разместили в опорных пунктах батальоны регулярных войск и отряды ополчения, а конные части патрулировали местность, предупреждая гарнизоны о скоплениях турок. Сам Анджело Эмо продвинулся до Антивари и взял ещё несколько крепостей.
26 ноября 1716 года австрийский генерал Настич с 400 солдатами и примерно 500 гайдуками атаковал Требине, но не взял его. Объединенные силы австро-венецианцев и гайдуков численностью 7000 человек стояли перед стенами Требинье, защищаемыми 1000 османов. Османы были заняты близ Белграда и атаками гайдуков на Мостар, и поэтому не смогли помочь Требине. Захват Требине и Попово войсками союзников был прекращен ради боёв в Черногории.

## Кампания 1717 г.

### Морские операции
Весной 1717 венецианцы начали новую кампанию: адмирал Лодовико Фланджини с флотом из 27 кораблей и 30 галер направился к Дарданеллам. Он рассчитывал атаковать и разбить турецкий флот, а затем произвести высадку в Морее, где появление венецианцев должно было вызвать всеобщее восстание.

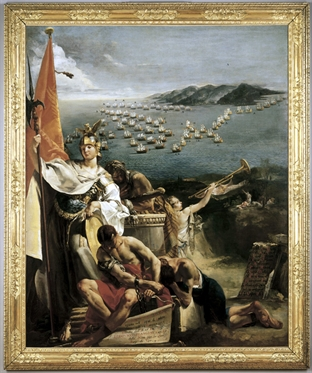
Сражение у Имброса, 1717 год

План не удался. Между 11 и 23 июня венецианцы имели несколько столкновений с турецкими кораблями. 16 июня у острова Имброс, недалеко от входа в пролив, Фланджини неожиданно наткнулся на турецкий флот из 38 кораблей и 6 галеотов, и едва успел выстроить корабли для боя. Турки воспользовались преимуществом внезапности и атаковали венецианцев, но искусство маневра и тактические навыки перевесили грубый натиск. После трех часов боя турки развернулись и бежали, несколько их кораблей получили тяжелые повреждения. Их поражение могло бы стать и более серьезным, если бы Фланджини в разгар боя не был смертельно ранен. Растерявшиеся венецианцы не смогли организовать преследования.
Пизани получил командование венецианским флотом в Архипелаге; на помощь республике подошли 16 кораблей Мальты, Испании и Португалии и 11 папских и тосканских галер. Новый командующий не собирался реализовывать план Фланджини и намеревался действовать против Мореи, однако, не принял в расчет турецкий флот. Капудан-паша, без сомнения, разгадал его замыслы, и упорно следовал за всеми его маневрами, пресекая любые попытки высадить войска на полуостров.
19 июля Пизани дал туркам сражение у острова Цериго (известно также как Битва при Матапане), надеясь в случае победы, вернуть этот остров республике, но турок разгромить не удалось. Венецианский флот двинулся к эпирскому берегу; на совещании с Шуленбургом было решено атаковать Превезу.

### Взятие Превезы и Воницы
Превеза расположена на высоком мысе у входа в Артский залив; напротив неё находится мыс Фингало, древний Акций. Эта часть эпирского берега была в тот момент слабо защищена, так как туркам пришлось бросить все силы на берег Дуная против австрийцев. Благодаря этому венецианцы 15 октября без труда смогли высадиться в окрестностях Превезы.
Паша, командовавший крепостью, не пытался помешать венецианцам устроить лагерь, а когда они начали обстрел, выслал парламентера, соглашаясь сдать крепость Шуленбургу при условии свободного выхода (21 октября). Пизани потребовал, чтобы паша заставил сдаться ещё и Воницу, расположенную неподалёку, и дал на размышление сутки. Подобное требование было уже чрезмерным и турки решились на отчаянную вылазку всеми силами. Внезапным ударом им удалось опрокинуть венецианцев, пробиться и уйти в Арту.
После этого венецианцы заняли Превезу (22.10) и Воницу (24.10). 

### Действия в Далмации
Анджело Эмо, развивая успех, перенес военные действия на территорию Боснии. Венецианские войска штурмом взяли Мостар, затем сожгли его, выведя оттуда 1000 семей морлахов для поселения в Далмации. Сменивший Эмо на посту проведитора Альвизе Мочениго продолжил наступление, взяв Имотски и продвинувшись до Ливно. 

## Кампания 1718 г.
Летом 1718 года в ходе морской кампании произошло единственное морское сражение между кораблями Венецианской республики и Османской империи, последнее перед заключением мира между участвующими в конфликте государствами. 20 июля в водах Пагани венецианский флот вступила в контакт с османскими морскими силами. Результатом стала битва, которая растянулась на три боя (по одному в день) до 22-го числа, которая, однако, также закончилась, как и предыдущие, без победителей и проигравших, и в которой венецианцы в общей сложности потеряли 171 погибшего и 276 раненых среди матросов и 1380 убитых и раненых среди десанта. 23 июля венецианский флот Андреа Пизани высадил десятитысячный отряд Шуленбурга на эпирском побережье, и фельдмаршал начал осаду Дульчиньо. 1 августа нападавшие уже были готовы договориться о капитуляции с защитниками, когда пришло известие о заключении мира.

## Пожаревацкий мир

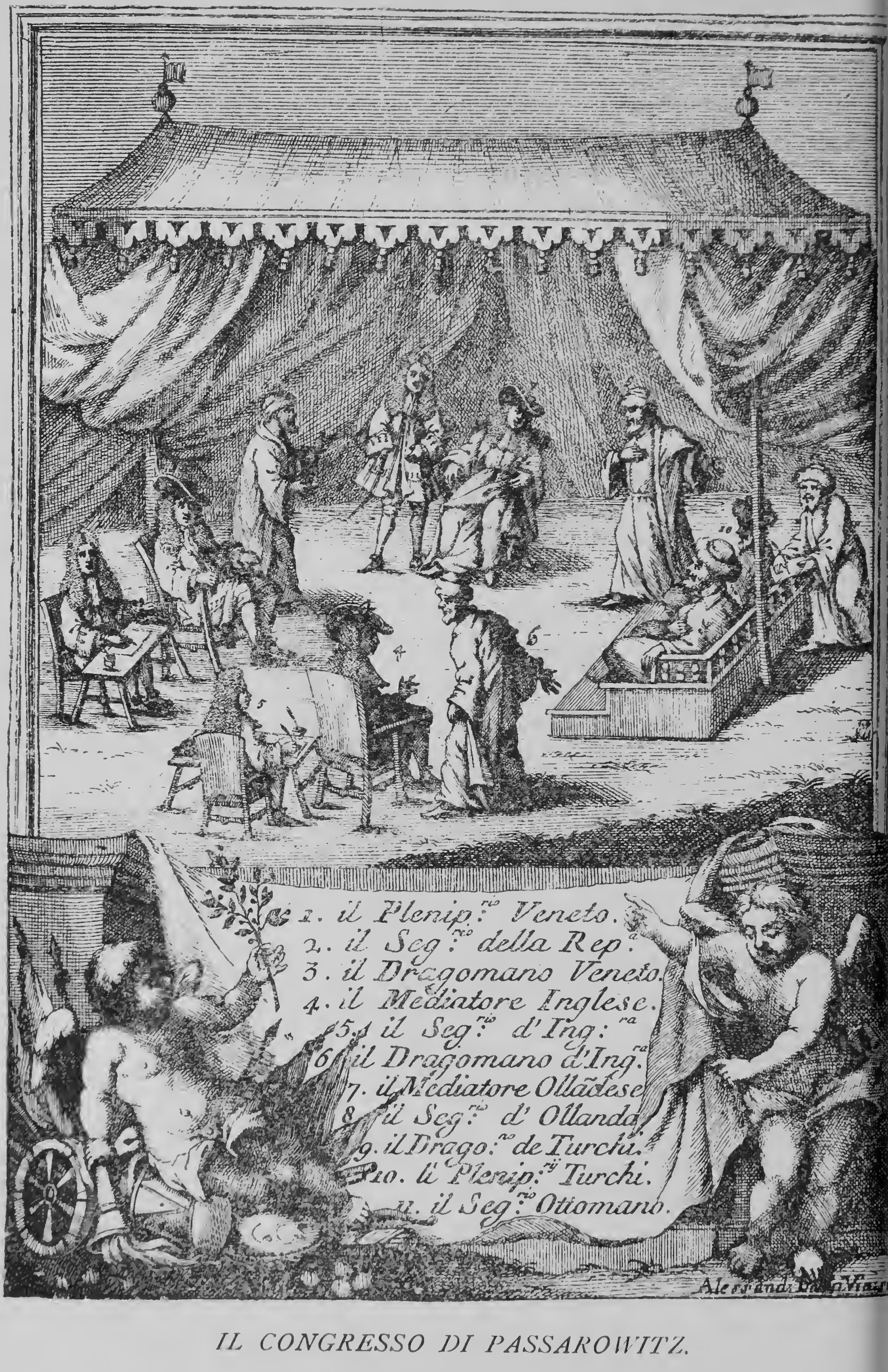
Пассаровицкий конгресс 1718

В мае 1718 в Пассаровице (Пожаревац) начались мирные переговоры при посредничестве Англии и Голландии. Австрийцы торопились заключить мир, и не особенно учитывали интересы своего союзника. Испанская угроза становилась все реальнее. Альберони нарушил обещания, данные папе, и в 1717 захватил Сардинию. Венецианский уполномоченный Карло Руццини тщетно добивался возвращения республике Мореи, Суды и Спиналонги, или, хотя бы расширения венецианских владений в Албании на юг до Скутари и Дульчиньо. Пока шли переговоры, стало известно о высадке испанцев на Сицилии. Новая война на Западе стала неизбежной.
Мир был заключен 21 июля. Сошлись на том, что Венеция сохранит ряд городков, завоеванных в Далмации, Герцеговине и Албании с прилегающей территорией на расстоянии лиги от города. Также венецианцы удерживали Бутринто, Превезу и Воницу, но без округи. Турки возвращали республике остров Цериго.

## Результаты
Турки окончательно вытеснили Венецию из Эгейского моря. Небольшие территории в Далмации и Эпире были слабой компенсацией. К счастью для республики, у османов не было сил для дальнейшей экспансии, и граница, установленная в 1718, оставалась неизменной до самого конца Венецианской республики и начала войны Второй антифранцузской коалиции.
Война обнаружила глубокий политический и моральный упадок республики, разложение, ставшее в XVIII столетии притчей во языцах. И это при том, что со времен Морейской войны прошло всего около 20 лет. Современники и позднейшие историки не жалели красок, описывая трусость и эгоизм венецианских офицеров и должностных лиц, которые без сопротивления сдавали важнейшие крепости, и при этом рассчитывали избежать наказания благодаря своим связям и коррупции, царившей в метрополии. Доблесть отдельных командиров, проявленная на втором этапе войны, не смогла стереть впечатления от позора в Морее.

## Отражение в искусстве
Победе на Корфу посвящена оратория Антонио Вивальди Juditha triumphans (Juditha triumphans devicta Holofernis barbarie — Юдифь, торжествующая поражение варварства Олоферна).
Коринфская резня легла в основу сюжета поэмы Байрона «Осада Коринфа» (1815). На основе этой поэмы написано либретто оперы Саверио Меркаданте «Франческа Донато, разрушившая Коринф» (Francesca Donato, ossia Corinto distrutta, 1835).